# 베를린 국립 오페라

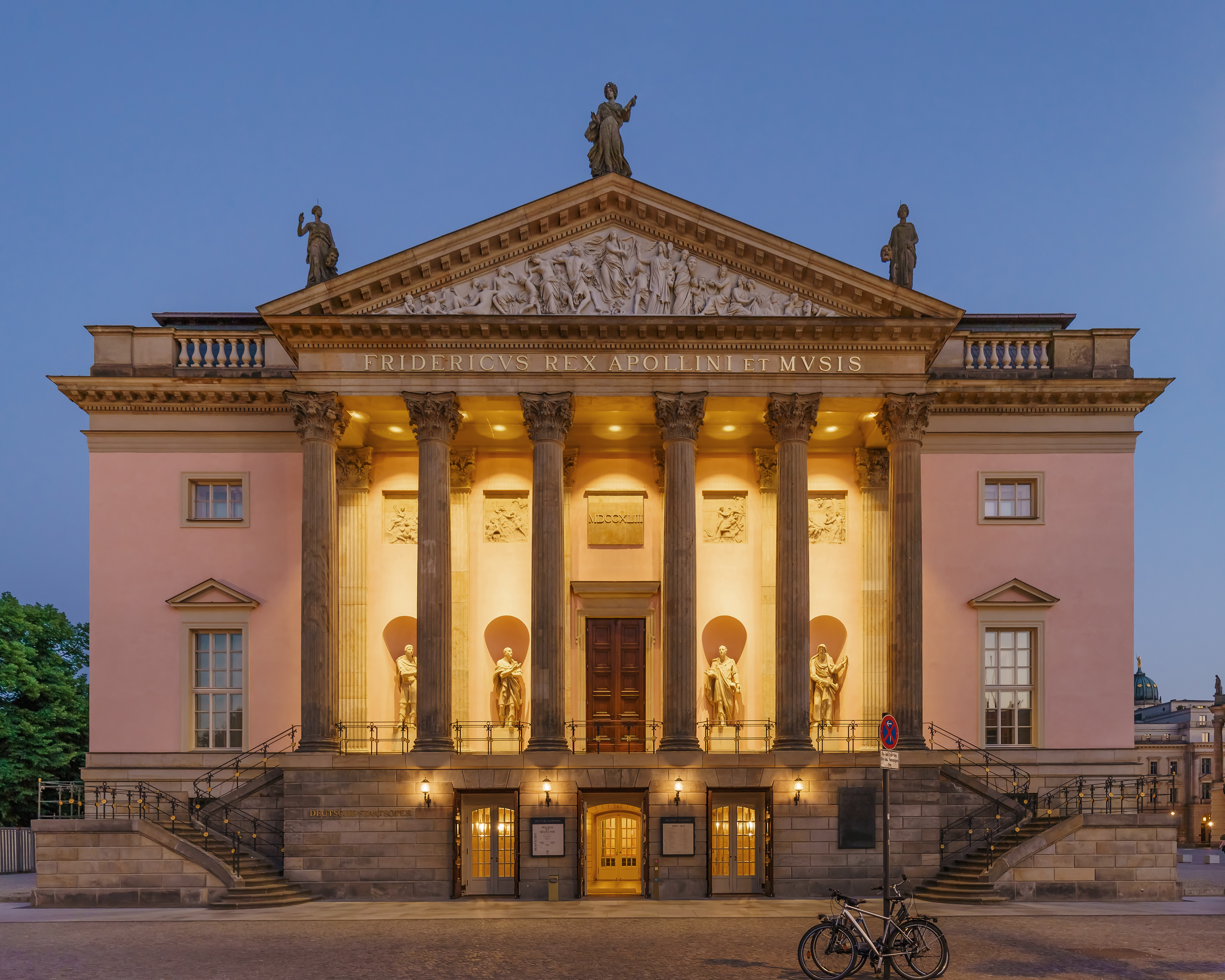

베를린 국립 오페라(Staatsoper Unter den Linden)는 독일의 오페라단이다. 베를린 미테 지역 운터 덴 린덴 길에 있는 오페라 하우스가 본부이다.

## 음악 총감독
- 1786년 - 1790년: 요한 크리스티안 프리슈무트 (호프카펠마이스터)
- 1787년 - 1796년: 카를 베른하르트 베셀리 (호프카펠마이스터)
- 1792년 - 1821년: 베른하르트 안셀름 베버 (호프카펠마이스터)
- 1816년 - 1818년: 요제프 아우구스틴 귀를리히 (호프카펠마이스터)
- 1816년 - 1822년: 베른하르트 롬베르크 (호프카펠마이스터)
- 1820년 - 1841년: 가스파레 스폰티니
- 1842년 - 1851년: 자코모 마이어베어
- 1845년 - 1868년: 빌헬름 타우베르트 (호프카펠마이스터)
- 1848년 - 1849년: 오토 니콜라이 (호프카펠마이스터)
- 1871년 - 1881년: 로베르트 라데케 (호프카펠마이스터)
- 1908년 - 1912년: 카를 무크 (1892년 호프카펠마이스터, 1908년 음악 총감독)
- 1908년 - 1918년: 리하르트 슈트라우스 (1898년 첫 번째 호프카펠마이스터, 1908년 음악 총감독)
- 1913년 - 1918년: 레오 블레히 (1906년 호프카펠마이스터, 1913년 음악 총감독)
- 1923년 - 1934년: 에리히 클라이버
- 1935년 - 1936년: 클라멘스 크라우스
- 1941년 - 1945년: 헤르베르트 폰 카라얀
- 1948년 - 1951년: 요제프 카일베르트 (카펠마이스터)
- 1954년 - 1955년: 에리히 클라이버
- 1955년 - 1962년: 프란츠 콘비츠니
- 1964년 - 1990년: 오트마 주이트너
- 1992년 - 2023년: 다니엘 바렌보임
- 2024년 - : 크리스티안 틸레만

## 참고 문헌
Louis Schneider: Geschichte der Oper und des königlichen Opernhauses in Berlin. Duncker und Humblot, Berlin 1852.